# By the Light of the Silvery Moon
By the Light of the Silvery Moon é um filme musical estadunidense de 1953, dirigido por David Butler, e estrelado por Doris Day. É uma continuação de On Moonlight Bay, baseado no livro Penrod de Booth Tarkington.

## Elenco
- Doris Day como Marjorie Winfield
- Gordon MacRae como William 'Bill' Sherman
- Billy Gray como Wesley Winfield
- Leon Ames como George Winfield
- Rosemary DeCamp como Alice Winfield
- Mary Wickes como Stella
- Russell Arms como Chester Finley
- Maria Palmer como Renee LaRue
- Howard Wendell como John H. Harris
- Walter 'PeeWee' Flannery como Ronald 'PeeWee' Harris (como Walter Flannery)